# العرقوب (لبنان)
العرقوب هي مجموعة قرى تقع في جنوب لبنان وتضم قرى: شبعا، كفرشوبا، الهبارية، كفرحمام وراشيا الفخار والماري والفرديس. وتعد قرى العرقوب من إحدى المناطق ذات الأغلبية المسلمة السنية، إضافة إلى الدروز والمسيحيين.
تنتشر قرى العرقوب في جبل الشيخ وسفوحه، وهي تتبع إداريًّا قضاء حاصبيا.

## اتحاد بلديات العرقوب
أعلن في العام 2009 عن إنشاء «اتحاد بلديات العرقوب»، ويضمّ بلديات: شبعا، الهبارية، الفرديس، كفرحمام، راشيا الفخار، الماري، ثم انضمت بلدة كفرشوبا لاحقًا إلى الاتحاد.